# Eualus leptognathus
Eualus leptognathus är en kräftdjursart som först beskrevs av William Stimpson 1860.  Eualus leptognathus ingår i släktet Eualus och familjen Hippolytidae. Inga underarter finns listade i Catalogue of Life.